# Guangzhou City FC
Guangzhou City Football Club (chiń. 广州城足球俱乐部; pinyin Guǎngzhōu Chéng Zúqiú Jùlèbù) – chiński klub piłkarski, grający w Chinese Super League, mający siedzibę w mieście Kanton, stolicy prowincji Guangdong.

## Historia nazw
- 1986–1993: Shenyang (沈阳)
- 1994: Shenyang Liuyao (沈阳东北六药)
- 1995: Shenyang Huayang (沈阳华阳)
- 1996-2001: Shenyang Haishi (沈阳海狮)
- 2001–2006: Shenyang Ginde (沈阳金德)
- 2007–2010: Changsha Ginde (长沙金德)
- 2011：Shenzhen Phoenix (深圳凤凰)
- 2011–2020：Guangzhou R&F (广州富力)
- 2021–：Guangzhou City (广州城)

## Stadion
Domowe mecze klub rozgrywa na stadionie o nazwie Yuexiushan w Kantonie, który może pomieścić 20000 widzów.

## Sukcesy
- Jia B/China League One

wicemistrzostwo (2): 1991, 2011

## Reprezentanci kraju grający w klubie od 1994
Stan na maj 2016.
| - Chen Tao - Cheng Yuelei - Du Ping - Gao Feng - Hao Wei - Cheng Yuelei - Hu Yunfeng - Jiang Ning - Jiang Zhipeng - Li Chunyu - Li Jianhua - Liu Jianye - Ren Hang - Shuo Zhang - Song Zhenyu - Tang Miao - Wang Qiang - Wang Song - Wang Xiaolong - Wu Pingfeng - Wu Weian - Xie Yuxin - Xu Bo - Xu Yang - Yu Yang - Zhang Chenglin - Zhang Lie - Zhang Yaokun - Zhang Yuan - Zhuang Yi - Nevil Dede | - Apostolos Giannou - Jeremy Bokila - Mpeti Nimba - Kwame Ayew - Ousmane Bangoura - Saša Zorić - Tobie Mimboe - Aboubakar Oumarou - Alphonse Tchami - Jang Hyun-soo - Kim Eun-jung - Park Jong-woo - Seo Hyo-won - Sim Jae-won - So Min-chol - Mauricio Wright - Abderrazak Hamdallah - Yakubu Aiyegbeni - Benedict Akwuegbu - Samuel Ayorinde - Prince Ikpe Ekong - Garba Lawal - Aaron Samuel Olanare - Miguel Miranda - Aldo Olcese - Marek Jóźwiak - Nenad Mladenović - Aleksandar Živković - Gustav Svensson - Serhij Nahorniak - Billy Mwanza |

## Skład na sezon 2016
| Nr | Poz. | Piłkarz                |
| -- | ---- | ---------------------- |
| 1  | BR   | Cheng Yuelei           |
| 3  | OB   | Yu Yang                |
| 5  | OB   | Zhang Yaokun (kapitan) |
| 6  | OB   | Yang Ting              |
| 7  | PO   | Eran Zahawi            |
| 8  | PO   | Wang Xiaolong          |
| 9  | NA   | Apostolos Giannou      |
| 10 | NA   | Bruninho               |
| 11 | PO   | Jiang Zhipeng          |
| 13 | PO   | Ye Chugui              |
| 14 | OB   | Zeng Chao              |
| 15 | PO   | Ning An                |
| 16 | BR   | Pei Chensong           |
| 17 | OB   | Zhang Chenlong         |
| 18 | BR   | Zhang Shichang         |

| Nr | Poz. | Piłkarz       |
| -- | ---- | ------------- |
| 20 | PO   | Tang Miao     |
| 21 | NA   | Chang Feiya   |
| 22 | OB   | Jang Hyun-soo |
| 23 | PO   | Lu Lin        |
| 26 | OB   | Xiang Jiachi  |
| 27 | PO   | Hou Junjie    |
| 28 | PO   | Wang Jia'nan  |
| 29 | NA   | Xiao Zhi      |
| 30 | OB   | Fu Yunlong    |
| 31 | PO   | Renatinho     |
| 32 | PO   | Chen Zhizhao  |
| 33 | PO   | Wang Song     |
| 35 | NA   | Min Junlin    |
| 36 | PO   | Huang Zhengyu |
| 37 | PO   | Li Yuyang     |

## Trenerzy klubu od 1994
Stan na maj 2016.
| - Serhij Morozow (1994) - Li Yingfa (1996) - Ademar Braga (1999) - Walerij Niepomniaszczij (2000) - Henryk Kasperczak (2000–01) - Alain Laurier (2001) - Toni (1 lipca 2002 – 31 grudnia 2002) - Dragoslav Stepanović (26 czerwca 2003 – 31 grudnia 2003) - Bob Houghton (25 lisdtopada 2005 – 9 czerwca 2006) - Martin Koopman (2006) - Milan Živadinović (2007) | - Slobodan Santrač (1 stycznia 2008 – 30 czerwca 2008) - Zhu Bo (21 lipca 2008 – 12 października 2009) - Hao Wei (listopad 2009 – maj 2010) - Miodrag Ješić (16 czerwca 2010 – 30 maja 2011) - Li Shubin (1 stycznia 2011 – 31 grudnia 2011) - Sérgio Farias (1 stycznia 2012 – 18 maja 2013) - Li Bing (tymczasowo) (19 maja 2013 – 3 czerwca 2013) - Sven-Göran Eriksson (4 czerwca 2013 – 10 listopada 2014) - Cosmin Contra (4 stycznia 2015 - 22 lipca 2015) - Li Bing (tymczasowo) (22 lipca 2015 – 24 sierpnia 2015) - Dragan Stojković (24 sierpnia 2015 – 3 stycznia 2020) |